# Littledalea racemosa
Littledalea racemosa är en gräsart som beskrevs av Yi Li Keng. Littledalea racemosa ingår i släktet Littledalea och familjen gräs. Inga underarter finns listade i Catalogue of Life.